# Ларрі Г'юз
Ларрі Дарнелл Г'юз (старший) (англ. Larry Darnell Hughes Sr., нар. 23 січня 1979, Сент-Луїс, Міссурі, США) — американський професіональний баскетболіст, що грав на позиції атакувального захисника за низку команд НБА.

## Ігрова кар'єра
На університетському рівні грав за команду Сент-Луїс (1997–1998).
1998 року був обраний у першому раунді драфту НБА під загальним 8-м номером командою «Філадельфія Севенті-Сіксерс». Професійну кар'єру розпочав 1998 року виступами за тих же «Філадельфія Севенті-Сіксерс», захищав кольори команди з Філадельфії протягом наступних 2 сезонів. 2000 року брав участь у конкурсі слем-данків.
З 2000 по 2002 рік грав у складі «Голден-Стейт Ворріорс».
2002 року перейшов до «Вашингтон Візардс», у складі якої провів наступні 3 сезони своєї кар'єри. 2005 року був обраний до Першої збірної всіх зірок захисту.
Наступною командою в кар'єрі гравця була «Клівленд Кавальєрс», за яку він відіграв 3 сезони.
З 2008 по 2009 рік грав у складі «Чикаго Буллз».
2009 року перейшов до «Нью-Йорк Нікс» в обмін на Тіма Томаса, Джерома Джеймса та Ентоні Роберсона. Провів у складі «Нікс» наступний сезон своєї кар'єри.
18 лютого 2010 року був обміняний до «Сакраменто Кінгс», а 23 лютого відрахований з команди. 13 листопада підписав контракт з «Шарлотт Бобкетс».
Останньою ж командою в кар'єрі гравця стала «Орландо Меджик», до складу якої він приєднався 9 грудня 2011 року і за яку відіграв до 1 лютого 2012 року, коли був відрахований з команди.

## Статистика виступів в НБА

### Регулярний сезон
| Сезон             | Команда                       | GP  | GS  | MPG  | FG%  | 3P%  | FT%  | RPG | APG | SPG  | BPG | PPG  |
| ----------------- | ----------------------------- | --- | --- | ---- | ---- | ---- | ---- | --- | --- | ---- | --- | ---- |
| 1998–99           | «Філадельфія Севенті-Сіксерс» | 50  | 1   | 19.8 | .411 | .154 | .709 | 3.8 | 1.5 | .9   | .3  | 10.0 |
| 1999–2000         | «Філадельфія Севенті-Сіксерс» | 50  | 5   | 20.4 | .416 | .216 | .746 | 3.2 | 1.5 | 1.1  | .2  | 10.0 |
| 1999–2000         | «Голден-Стейт Ворріорс»       | 32  | 32  | 40.8 | .389 | .243 | .736 | 5.9 | 4.1 | 1.9  | .5  | 22.7 |
| 2000–01           | «Голден-Стейт Ворріорс»       | 50  | 45  | 36.9 | .383 | .187 | .766 | 5.5 | 4.5 | 1.9  | .6  | 16.5 |
| 2001–02           | «Голден-Стейт Ворріорс»       | 73  | 56  | 28.1 | .423 | .194 | .737 | 3.4 | 4.3 | 1.5  | .3  | 12.3 |
| 2002–03           | «Вашингтон Візардс»           | 67  | 56  | 31.9 | .467 | .367 | .731 | 4.6 | 3.1 | 1.3  | .4  | 12.8 |
| 2003–04           | «Вашингтон Візардс»           | 61  | 61  | 33.8 | .397 | .341 | .797 | 5.3 | 2.4 | 1.6  | .4  | 18.8 |
| 2004–05           | «Вашингтон Візардс»           | 61  | 61  | 38.7 | .430 | .282 | .777 | 6.3 | 4.7 | 2.9* | .3  | 22.0 |
| 2005–06           | «Клівленд Кавальєрс»          | 36  | 31  | 35.6 | .409 | .368 | .756 | 4.5 | 3.6 | 1.5  | .6  | 15.5 |
| 2006–07           | «Клівленд Кавальєрс»          | 70  | 68  | 37.1 | .400 | .333 | .676 | 3.8 | 3.7 | 1.3  | .4  | 14.9 |
| 2007–08           | «Клівленд Кавальєрс»          | 40  | 32  | 30.3 | .377 | .341 | .815 | 3.6 | 2.4 | 1.5  | .3  | 12.3 |
| 2007–08           | «Чикаго Буллз»                | 28  | 25  | 28.9 | .387 | .353 | .775 | 3.1 | 3.1 | 1.4  | .2  | 12.0 |
| 2008–09           | «Чикаго Буллз»                | 30  | 6   | 26.4 | .412 | .392 | .817 | 3.1 | 2.0 | 1.2  | .3  | 12.0 |
| 2008–09           | «Нью-Йорк Нікс»               | 25  | 14  | 27.5 | .390 | .385 | .794 | 2.6 | 2.4 | 1.4  | .2  | 11.2 |
| 2009–10           | «Нью-Йорк Нікс»               | 31  | 14  | 26.5 | .366 | .289 | .823 | 3.5 | 3.5 | 1.3  | .4  | 9.6  |
| 2009–10           | «Шарлотт Бобкетс»             | 14  | 2   | 21.1 | .327 | .357 | .853 | 2.3 | 2.0 | .9   | .3  | 8.1  |
| 2011–12           | «Орландо Меджик»              | 9   | 0   | 12.7 | .227 | .143 | .500 | .6  | .8  | .2   | .0  | 1.3  |
| Усього за кар'єру | Усього за кар'єру             | 727 | 509 | 30.8 | .406 | .309 | .757 | 4.2 | 3.1 | 1.5  | .4  | 14.1 |

### Плей-оф
| Сезон             | Команда                       | GP | GS | MPG  | FG%  | 3P%  | FT%  | RPG | APG | SPG | BPG | PPG  |
| ----------------- | ----------------------------- | -- | -- | ---- | ---- | ---- | ---- | --- | --- | --- | --- | ---- |
| 1999              | «Філадельфія Севенті-Сіксерс» | 8  | 2  | 24.8 | .403 | .000 | .833 | 4.6 | 2.0 | 1.9 | 1.1 | 10.3 |
| 2005              | «Вашингтон Візардс»           | 10 | 10 | 40.1 | .376 | .212 | .831 | 7.1 | 3.7 | 2.0 | .7  | 20.7 |
| 2006              | «Клівленд Кавальєрс»          | 9  | 8  | 37.3 | .319 | .278 | .742 | 3.0 | 4.0 | 2.2 | .1  | 11.1 |
| 2007              | «Клівленд Кавальєрс»          | 18 | 18 | 35.5 | .347 | .352 | .746 | 3.9 | 2.4 | 1.4 | .4  | 11.3 |
| 2010              | «Шарлотт Бобкетс»             | 4  | 0  | 14.5 | .471 | .400 | .571 | 3.3 | 1.5 | .0  | .0  | 6.0  |
| Усього за кар'єру | Усього за кар'єру             | 49 | 38 | 33.3 | .361 | .287 | .782 | 4.5 | 2.8 | 1.6 | .5  | 12.6 |

## Особисте життя
Зіграв хлопця Келлі Роуленд у музичному відео на пісню Неллі «Dilemma».
Г'юз — хрещений батько баскетболіста Джейсона Тейтума.